# Vindarnas vägar
Vindarnas vägar är den svenska progressiva rockgruppen Vildkaktus' andra studioalbum, utgivet på skivbolaget Polydor 1971. Skivan blev deras första och enda för bolaget då man året efter gick över till Ljudspår. Albumet återutgavs på vinyl 2017.

## Låtlista
A
1. "Moralens mjuka möbler" – 3:39 (Boo Cassel, Olle Nilsson)
2. "Släck ljuset" – 6:50 (Anders Aleby, Gösta Nilsson)
3. "Vindarnas vägar" – 2:54 (Boo Cassel, Olle Nilsson)
4. "Gångstig från Uppland" – 4:18 (Gösta Nilsson, Olle Nilsson)

B
1. "En från februaribaksidan" – 3:32 (Boo Cassel, Per Nilsson
2. "Ryck aldrig upp en blomma" – 4:39 (Boo Cassel, Gösta Nilsson)
3. "Skrynkliga kläder" – 3:56 (Boo Cassel, Olle Nilsson)
4. "Våra cyklar" – 7:20 (Gösta Nilsson, Olle Nilsson)

## Medverkande
- Tommy Johnsson – bas, sång
- Ali Lundbohm – trummor
- Gösta Nilsson – piano, orgel, sång
- Olle Nilsson – gitarr, sång, omslag
- Sverre Sundman – producent

### Fotnoter
1. ↑  ”Vindarnas vägar”. Discogs.com. http://www.discogs.com/Vildkaktus-Vindarnas-V%C3%A4gar/release/3361075. Läst 11 januari 2013.
2. ↑  ”Vildkaktus”. Discogs.com. http://www.discogs.com/artist/Vildkaktus. Läst 11 januari 2013.
3. ↑  ”Vildkaktus – Vindarnas Vägar”. Discogs.com. https://www.discogs.com/Vildkaktus-Vindarnas-V%C3%A4gar/release/10174154. Läst 8 maj 2017.